# Andrena lanhami
Andrena lanhami är en biart som beskrevs av Laberge 1980. Andrena lanhami ingår i släktet sandbin, och familjen grävbin. Inga underarter finns listade i Catalogue of Life.